# Angelopsis euryale
Angelopsis euryale is een hydroïdpoliep uit de familie Rhodaliidae. De poliep komt uit het geslacht Angelopsis. Angelopsis euryale werd in 1983 voor het eerst wetenschappelijk beschreven door Pugh. 